# Berthe de Tübingen
Berthe de Tübigen (morte le 24 février 1169) est margravine de Bade et de Vérone. Elle est la fille d'un comte palatin de Tübingen.
Elle épouse en 1162 le margrave Hermann IV de Bade, et ils ont sept enfants :
- Hermann V (mort en 1243) ;
- Henri Ier (mort en 1231) ;
- Frédéric Ier (né avant 1167 et mort en 1217/1218) ;
- Jutta ;
- Berthe ;
- Gertrude (morte en 1225) ;
- Rodolphe.

## Crédit d'auteurs
- (de) Cet article est partiellement ou en totalité issu de l’article de Wikipédia en allemand intitulé « Bertha von Tübingen » (voir la liste des auteurs).